# Bolsa de Nueva York
La Bolsa de Nueva York (en inglés: New York Stock Exchange; NYSE) es el mayor mercado de valores del mundo en volumen monetario y el primero en número de empresas adscritas. Su volumen en acciones fue superado por la del NASDAQ durante los años 1990, pero el capital de las compañías listadas en la NYSE es cinco veces mayor que en el NASDAQ. La Bolsa de Nueva York cuenta con un volumen anual de transacciones de 36 billones de dólares, incluidos los 12 billones de compañías no estadounidenses. Fue creada en 1792, cuando un grupo de corredores de bolsa se organizó formando un comité llamado «New York Stock and Exchange Board» (NYS&EB) con la finalidad de poder controlar el flujo de acciones que, en aquellos tiempos, era negociado libremente y principalmente en la acera de Wall Street. En 1918, después de la Primera Guerra Mundial, se convierte en la principal casa de bolsa del mundo, dejando atrás a la Bolsa de Londres. El jueves 24 de octubre de 1929, llamado a partir de entonces el Jueves Negro, se produjo una de las más grandes caídas en esta bolsa, que produciría la recesión económica más importante de Estados Unidos en el siglo XX, la «Gran Depresión». 

## Historia

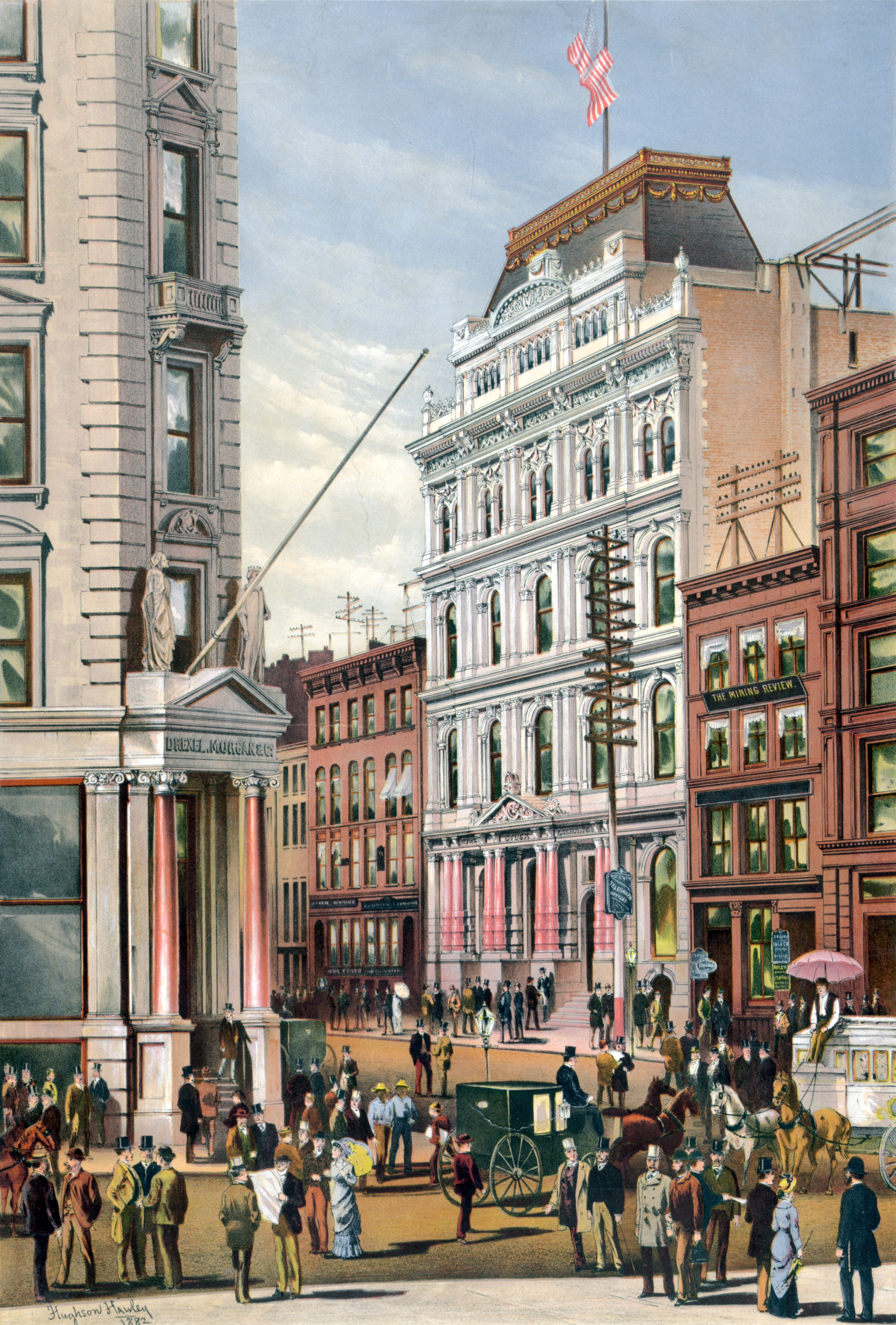
La Bolsa de Valores en 10-12 Broad Street, 1882

La organización registrada más antigua de comercio de valores en Nueva York entre brokers que tratan directamente entre sí se remonta al Acuerdo de Buttonwood. Anteriormente, la bolsa de valores había sido intermediada por los subastadores, que también realizaban subastas más mundanas de productos básicos como el trigo y el tabaco. El 17 de mayo de 1792, veinticuatro corredores firmaron el Acuerdo de Buttonwood, que establecía una tasa de comisión mínima cobrada a los clientes y obligaba a los firmantes a dar preferencia a los demás firmantes en las ventas de valores. Los primeros valores negociados fueron en su mayoría valores gubernamentales, como bonos de guerra de la Guerra Revolucionaria y acciones del First Bank of the United States, aunque las acciones del Banco de Nueva York eran valores no gubernamentales negociados en los primeros días. El Banco de América del Norte, junto con el First Bank of the United States y el Bank of New York, fueron las primeras acciones negociadas en la Bolsa de Valores de Nueva York.
En 1817, los corredores de bolsa de Nueva York, que operaban bajo el Acuerdo de Buttonwood, instituyeron nuevas reformas y se reorganizaron. Después de enviar una delegación a Filadelfia para observar la organización de su junta de corredores, se adoptaron restricciones sobre el comercio manipulador, así como órganos formales de gobierno. Después de reformarse como el New York Stock and Exchange Board, la organización de corredores comenzó a alquilar un espacio exclusivamente para el comercio de valores, que anteriormente se había llevado a cabo en el Tontine Coffee House. Se utilizaron varias ubicaciones entre 1817 y 1865, cuando se adoptó la ubicación actual.
La invención del telégrafo eléctrico consolidó los mercados y el mercado de Nueva York llegó a dominar Filadelfia después de capear algunos pánicos del mercado mejor que otras alternativas. La Open Board of Stock Brokers  se estableció en 1864 como competidor de la NYSE. Con 354 miembros, la Junta Abierta de Corredores de Bolsa rivalizaba con la NYSE en membresía (que tenía 533) "porque usaba un sistema de negociación continuo más moderno superior a las sesiones de llamadas dos veces al día de la NYSE". La Junta Abierta de Corredores de Bolsa se fusionó con la Bolsa de Nueva York en 1869. Robert Wright de "Bloomberg" escribe que la fusión aumentó el número de miembros de la Bolsa de Nueva York, así como el volumen de negociación, ya que "varias docenas de bolsas regionales también competían con la Bolsa de Nueva York por clientes. Compradores, vendedores y comerciantes querían completar transacciones de la manera más rápida y económica posible tecnológicamente y eso significaba encontrar los mercados con la mayor cantidad de transacciones o la mayor liquidez en el lenguaje actual. Minimizar la competencia era esencial para mantener una gran cantidad de pedidos en movimiento, y la fusión ayudó a la NYSE a mantener su reputación de brindar una liquidez superior". La Guerra Civil estimuló en gran medida el comercio especulativo de valores en Nueva York. Para 1869, la membresía tuvo que ser limitada y ha aumentado esporádicamente desde entonces. La segunda mitad del siglo XIX vio un rápido crecimiento en el comercio de valores.
El comercio de valores a fines del siglo XIX y principios del XX era propenso a pánicos y colapsos. La regulación gubernamental del comercio de valores finalmente se consideró necesaria, y posiblemente los cambios más dramáticos ocurrieron en la década de 1930 después de que una gran caída del mercado de valores precipitó la Gran Depresión (Gran Depresión en los Estados Unidos). La NYSE también ha impuesto reglas adicionales en respuesta a los controles de protección de los accionistas, p. en 2012, la Bolsa de Nueva York impuso normas que restringían a los corredores la posibilidad de votar acciones sin instrucciones.: 2 
El Stock Exchange Luncheon Club estuvo ubicado en el séptimo piso desde 1898 hasta su cierre en 2006.

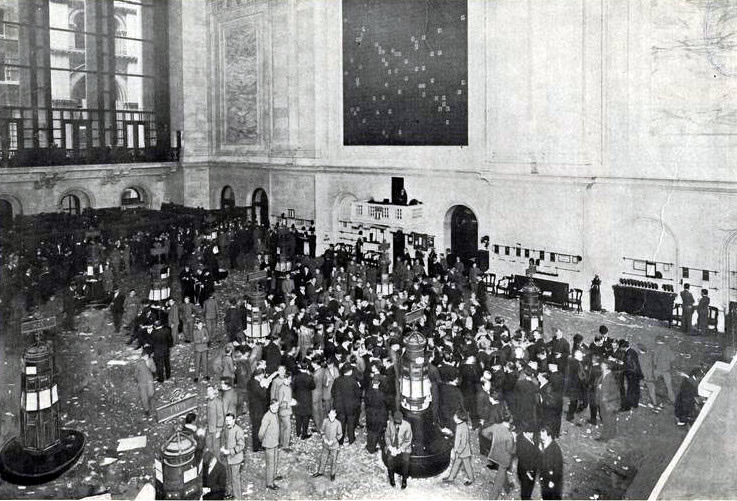
El piso de la Bolsa de Valores de Nueva York en 1908

El 21 de abril de 2005, NYSE anunció sus planes de fusionarse con Archipelago en un acuerdo destinado a reorganizar NYSE como una empresa que cotiza en bolsa. La junta directiva de NYSE votó a favor de fusionarse con su rival Archipelago el 6 de diciembre de 2005 y se convirtió en una empresa pública con fines de lucro. Comenzó a cotizar bajo el nombre de NYSE Group el 8 de marzo de 2006. El 4 de abril de 2007, NYSE Group completó su fusión con Euronext, el mercado de valores combinado europeo, formando así NYSE Euronext, la primera bolsa de valores transatlántica.
Wall Street es el principal centro monetario de los EE. UU. para actividades financieras internacionales y el principal lugar de los EE. UU. para la realización de servicios financieros mayoristas. “Comprende una matriz de sectores financieros mayoristas, mercados financieros, instituciones financieras y empresas de la industria financiera” (Robert, 2002). Los principales sectores son la industria de valores, la banca comercial, la gestión de activos y los seguros.
Antes de la adquisición de NYSE Euronext por parte de ICE en 2013, Marsh Carter era el presidente de NYSE y el director ejecutivo era Duncan Niederauer. Actualmente, el presidente es Jeffrey Sprecher. En 2016, Intercontinental Exchange Inc., propietaria de NYSE, obtuvo $419 millones en ingresos relacionados con listados.

### Eventos notables

#### SigloXX
Las transacciones se cerraron poco después del comienzo de la Primera Guerra Mundial (31 de julio de 1914), pero se volvieron a abrir parcialmente el 28 de noviembre de ese año para ayudar al esfuerzo de guerra mediante el comercio de bonos, y completamente reabierto para el comercio de acciones a mediados de diciembre.
El 16 de septiembre de 1920, el bombardeo de Wall Street ocurrió fuera del edificio, mató a treinta y ocho personas e hirió a cientos más.
El Jueves Negro se desplomó la Bolsa el 24 de octubre de 1929, y el pánico de liquidación que comenzó el Martes Negro, 29 de octubre, son a menudo culpados por precipitar la Gran Depresión. En un esfuerzo por restaurar la confianza de los inversores, la Bolsa dio a conocer un programa de quince puntos destinado a mejorar la protección para el público inversionista el 31 de octubre de 1938.
El 1 de octubre de 1934, la bolsa se registró como una bolsa de valores nacional con U.S. Comisión Nacional del Mercado de Valores, con un presidente y un directorio de treinta y tres miembros. El 18 de febrero de 1971 se formó la corporación sin fines de lucro y el número de miembros de la junta se redujo a veinticinco.
Uno de los trucos publicitarios más conocidos de Abbie Hoffman tuvo lugar en 1967, cuando llevó a miembros del movimiento Yippie a la galería del Exchange. Los provocadores arrojaron puñados de dólares hacia el piso de operaciones de abajo. Algunos comerciantes abuchearon y otros se rieron y saludaron. Tres meses después, la bolsa de valores cercó la galería con vidrio a prueba de balas. Hoffman escribió una década después, "No llamamos a la prensa; en ese momento realmente no teníamos idea de algo llamado evento mediático".
El 19 de octubre de 1987, el Promedio Industrial Dow Jones (DJIA) cayó 508 puntos, una pérdida del 22,6% en un solo día, la segunda mayor caída en un día que había experimentado la bolsa. Black Monday fue seguido por Terrible Tuesday, un día en el que los sistemas de Exchange no funcionaron bien y algunas personas tuvieron dificultades para completar sus operaciones.
Posteriormente, hubo otra caída importante para el Dow el 13 de octubre de 1989: el Mini-Crash de 1989. Aparentemente, el accidente fue causado por una reacción a una noticia de un acuerdo de compra apalancada de $ 6.75 mil millones para UAL Corporation, la empresa matriz de United Airlines, que colapsó. Cuando fracasó el acuerdo de UAL, ayudó a desencadenar el colapso del mercado de bonos basura, lo que provocó que el Dow Jones cayera 190,58 puntos, o un 6,91 por ciento.
De igual manera, hubo pánico en el mundo financiero durante el año de 1997; la crisis financiera asiática. Al igual que la caída de muchos mercados extranjeros, el Dow sufrió una caída de valor del 7,18% (554,26 puntos) el 27 de octubre de 1997, en lo que más tarde se conoció como el Mini-Crash de 1997 pero de la que el DJIA se recuperó rápidamente. Esta fue la primera vez que operó la regla "disyuntor".

#### SigloXXI

Logotipo alternativo

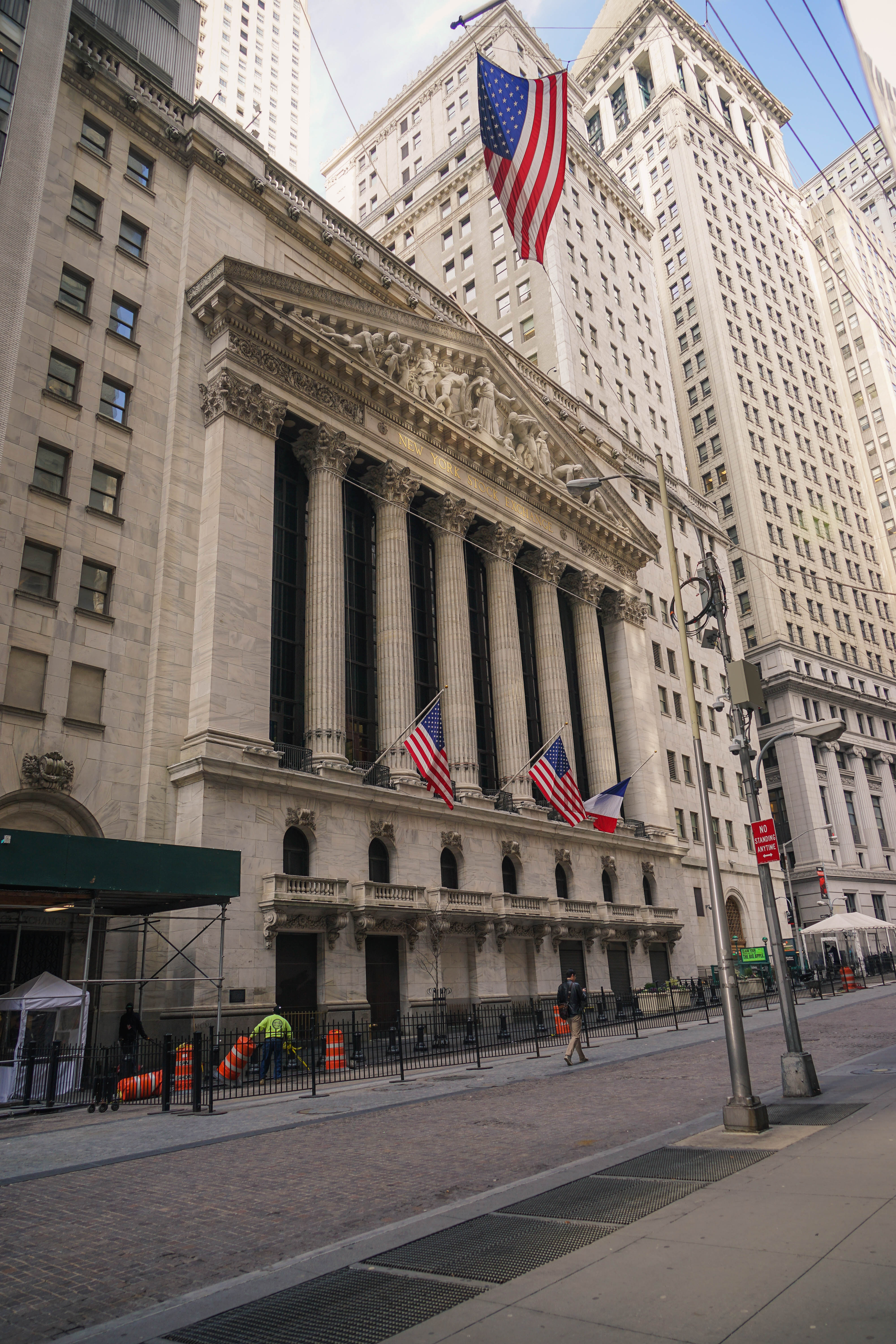
Fachada en 2015

El 26 de enero de 2000, un altercado durante la filmación del video musical de "Sleep Now in the Fire de Rage Against the Machine, dirigido por Michael Moore, hizo que las puertas del intercambio se cerraran y la banda fuera escoltada fuera del sitio por seguridad después de que los miembros intentaran ingresar al intercambio.
Después de atentados del 11 de septiembre de 2001, la Bolsa de Nueva York estuvo cerrada durante cuatro sesiones de negociación, y se reanudó el lunes 17 de septiembre, una de las raras ocasiones en que la Bolsa de Nueva York estuvo cerrada durante más de una sesión y solo la tercera vez desde marzo. 1933. En el primer día, la Bolsa de Nueva York sufrió una caída de valor del 7,1% (684 puntos); después de una semana, cayó un 14% (1.370 puntos). Se estima que se perdieron 1,4 billones de dólares en los cinco días posteriores a la negociación. El NYSE estaba a solo cinco cuadras de la zona cero.
El 6 de mayo de 2010, el Dow Jones Industrial Average registró su mayor caída porcentual intradiaria desde el desplome del 19 de octubre de 1987, con una pérdida de 998 puntos que luego se denominó 2010 Flash Crash (ya que la caída ocurrió en minutos). antes de rebotar). La SEC y la CFTC publicaron un informe sobre el evento, aunque no llegó a una conclusión sobre la causa. Los reguladores no encontraron evidencia de que la caída fuera causada por órdenes erróneas ("dedo gordo").
El 29 de octubre de 2012, la bolsa de valores se cerró durante dos días debido al Huracán Sandy. La última vez que la bolsa de valores estuvo cerrada debido al clima durante dos días completos fue el 12 y 13 de marzo. 1888.
El 1 de mayo de 2014, la bolsa de valores recibió una multa de $4,5 millones por parte de la Comisión de Bolsa y Valores para resolver los cargos de que había violado las reglas del mercado.
El 14 de agosto de 2014, las acciones Clase A de Berkshire Hathaway, las acciones de mayor precio en la Bolsa de Nueva York, alcanzaron los $200 000 por acción por primera vez.
El 8 de julio de 2015, problemas técnicos afectaron a la bolsa de valores, deteniendo el comercio a las 11:32 a. m. ET. La NYSE aseguró a los operadores bursátiles que la interrupción "no fue el resultado de una infracción cibernética", y el Departamento de Seguridad Nacional confirmó que "no había señales de actividad maliciosa". Operaciones finalmente se reanudó a las 3:10 pm ET del mismo día.
El 25 de mayo de 2018, Stacey Cunningham, directora de operaciones de la Bolsa de Nueva York, se convirtió en la 67.ª presidenta del Big Board, reemplazando a Thomas Farley. Ella es la primera mujer líder en los 226 años de historia del intercambio.
En marzo de 2020, la Bolsa de Nueva York anunció planes para pasar temporalmente a operaciones totalmente electrónicas el 23 de marzo de 2020, debido a la pandemia de COVID-19 en la ciudad de Nueva York. La NYSE reabrió en mayo 26 de mayo de 2020.